# Súlyemelés az 1992. évi nyári olimpiai játékokon
Az 1992. évi nyári olimpiai játékokon a súlyemelésben tíz súlycsoportban versenyeztek.

## Eseménynaptár
| júl./aug. | 26    | 27    | 28    | 29      | 30    | 31 | 1     | 2      | 3       | 3      | 4       |
| --------- | ----- | ----- | ----- | ------- | ----- | -- | ----- | ------ | ------- | ------ | ------- |
| Férfi     | 52 kg | 56 kg | 60 kg | 67,5 kg | 75 kg |    | 90 kg | 100 kg | 82,5 kg | 110 kg | +110 kg |

## Éremtáblázat
(Az egyes számoszlopok legmagasabb értéke illetve értékei vastagítással kiemelve.)
| Az 1992. évi nyári olimpiai játékok éremtáblázata súlyemelésben | Az 1992. évi nyári olimpiai játékok éremtáblázata súlyemelésben | Az 1992. évi nyári olimpiai játékok éremtáblázata súlyemelésben | Az 1992. évi nyári olimpiai játékok éremtáblázata súlyemelésben | Az 1992. évi nyári olimpiai játékok éremtáblázata súlyemelésben | Olimpia  |
| --------------------------------------------------------------- | --------------------------------------------------------------- | --------------------------------------------------------------- | --------------------------------------------------------------- | --------------------------------------------------------------- | -------- |
|                                                                 | Ország                                                          | Arany                                                           | Ezüst                                                           | Bronz                                                           | Összesen |
| 1.                                                              | Egyesített Csapat (EUN)                                         | 5                                                               | 4                                                               | 0                                                               | 9        |
| 2.                                                              | Bulgária (BUL)                                                  | 1                                                               | 2                                                               | 1                                                               | 4        |
| 3.                                                              | Németország (GER)                                               | 1                                                               | 0                                                               | 2                                                               | 3        |
| 4.                                                              | Görögország (GRE)                                               | 1                                                               | 0                                                               | 0                                                               | 1        |
| 4.                                                              | Dél-Korea (KOR)                                                 | 1                                                               | 0                                                               | 0                                                               | 1        |
| 4.                                                              | Törökország (TUR)                                               | 1                                                               | 0                                                               | 0                                                               | 1        |
|                                                                 |                                                                 |                                                                 |                                                                 |                                                                 |          |
| 7.                                                              | Kína (CHN)                                                      | 0                                                               | 2                                                               | 2                                                               | 4        |
| 8.                                                              | Lengyelország (POL)                                             | 0                                                               | 1                                                               | 2                                                               | 3        |
| 9.                                                              | Kuba (CUB)                                                      | 0                                                               | 1                                                               | 0                                                               | 1        |
|                                                                 |                                                                 |                                                                 |                                                                 |                                                                 |          |
| 10.                                                             | Észak-Korea (PRK)                                               | 0                                                               | 0                                                               | 1                                                               | 1        |
| 10.                                                             | Románia (ROU)                                                   | 0                                                               | 0                                                               | 1                                                               | 1        |
|                                                                 |                                                                 |                                                                 |                                                                 |                                                                 |          |
| Összesen                                                        | Összesen                                                        | 10                                                              | 10                                                              | 9                                                               | 29       |

## Érmesek
| Az 1992. évi nyári olimpiai játékok érmesei súlyemelésben |                                                                            |                                                                     |                                                                          |
| Versenyszám                                               | Arany                                                                      | Ezüst                                                               | Bronz                                                                    |
| 52 kg                                                     | Ivan Ivanov · Bulgária (BUL) · (115+150=265 kg)                            | Lin Csi-seng (Lin Qisheng) · Kína (CHN) · (115+147.5=262.5 kg)      | Traian Cihărean · Románia (ROU) · (112.5+140=252.5 kg)                   |
| 56 kg                                                     | Cson Bjonggvan (Jeon Byeong-gwan) · Dél-Korea (KOR) · (132.5+155=287.5 kg) | Liu Sou-pin (Liu Shoubin) · Kína (CHN) · (130+147.5=277.5 kg)       | Lo Csien-ming (Luo Jianming) · Kína (CHN) · (125+152.5=277.5 kg)         |
| 60 kg                                                     | Naim Süleymanoğlu · Törökország (TUR) · (142.5+177.5=320 kg)               | Nikolaj Pesalov · Bulgária (BUL) · (137.5+167.5=305 kg)             | Ho Jing-csiang (He Yingqiang) · Kína (CHN) · (130+165=295 kg)            |
| 67,5 kg                                                   | Iszrajel Militoszján · Egyesített Csapat (EUN) · (155+182.5=337.5 kg)      | Joto Jotov · Bulgária (BUL) · (150+177.5=327.5 kg)                  | Andreas Behm · Németország (GER) · (145+175=320 kg)                      |
| 75 kg                                                     | Tudor Casapu · Egyesített Csapat (EUN) · (155+202.5=357.5 kg)              | Pablo Lara · Kuba (CUB) · (155+202.5=357.5 kg)                      | Kim Mjongnam (Kim Myeong-nam) · Észak-Korea (PRK) · (162.5+190=352.5 kg) |
| 82,5 kg                                                   | Pírosz Dímasz · Görögország (GRE) · (167.5+202.5=370 kg)                   | Krysztof Siemion · Lengyelország (POL) · (165+205=370 kg)           | visszavonva                                                              |
| 90 kg                                                     | Kahi Kahiasvili · Egyesített Csapat (EUN) · (177.5+235=412.5 kg)           | Szergej Szircov · Egyesített Csapat (EUN) · (190+222.5=412.5 kg)    | Sergiusz Wołczaniecki · Lengyelország (POL) · (172.5+220=392.5 kg)       |
| 100 kg                                                    | Viktor Tregubov · Egyesített Csapat (EUN) · (190+220=410 kg)               | Timur Tajmazov · Egyesített Csapat (EUN) · (185+217.5=402.5 kg)     | Waldemar Malak · Lengyelország (POL) · (185+215=400 kg)                  |
| 110 kg                                                    | Ronny Weller · Németország (GER) · (192.5+240=432.5 kg)                    | Artur Akojev · Egyesített Csapat (EUN) · (195+235=430 kg)           | Sztefan Botev · Bulgária (BUL) · (190+227.5=417.5 kg)                    |
| +110 kg                                                   | Aljakszandr Kurlovics · Egyesített Csapat (EUN) · (205+245=450 kg)         | Leanyid Taranyenka · Egyesített Csapat (EUN) · (187.5+237.5=425 kg) | Manfred Nerlinger · Németország (GER) · (180+232.5=412.5 kg)             |